# Старе Дольно
Старе Дольно (пол. Stare Dolno, нім. Alt Dollstädt) — село в Польщі, у гміні Маркуси Ельблонзького повіту Вармінсько-Мазурського воєводства.
Населення — 186 осіб (2011).
У 1975-1998 роках село належало до Ельблонзького воєводства.

## Демографія
Демографічна структура станом на 31 березня 2011 року:
|          | Загалом | Допрацездатний вік | Працездатний вік | Постпрацездатний вік |
| -------- | ------- | ------------------ | ---------------- | -------------------- |
| Чоловіки | 97      | 27                 | 60               | 10                   |
| Жінки    | 89      | 19                 | 54               | 16                   |
| Разом    | 186     | 46                 | 114              | 26                   |